# Diecezja Warangal
Diecezja Warangal – diecezja rzymskokatolicka w Indiach. Została utworzona w 1952 z terenu diecezji Hajderabadu.

## Ordynariusze
- Alfonso Beretta, † (1953–1985)
- Thumma Bala (1986–2011)
- Udumala Bala Reddy (2013–2025)